# Ленцова, Валентина Брониславовна
Валенти́на Бронисла́вовна Ленцо́ва (урожд. Хатяно́вич) (8 марта 1946, Уфа — 11 февраля 2019, Москва) — советский, позже российский музейный работник, с 1982 по 2017 гг. — заведующая домом-музеем М. Ю. Лермонтова в Москве. Член семинара директоров литературных музеев России имени Н. В. Шахаловой. Заслуженный работник культуры РФ.

## Биография
Окончила филологический факультет Башкирского государственного университета (ныне Уфимский университет науки и технологий). В 1968 году работала помощником режиссёра на киностудии Минобороны СССР. В 1968—1971 гг. — редактором на Центральном телевидении. С 1971 года — учитель русского языка и литературы, а позже завуч школы № 833 (метро «Октябрьское поле»). В 1979 году назначена директором школы-новостройки № 86 (Строгино). С 15 августа 1982 — заведующая московским домом-музеем М. Ю. Лермонтова. Посвятила жизнь сохранению памяти Лермонтова и дома в Москве, где жил поэт.

 Если мне когда и повезло в жизни, так это когда в 1982 году меня пригласили работать в Государственный литературный музей. Я стала заведующей Домом-музеем М. Ю. Лермонтова, где служу и сейчас. — МОО СВ
Скончалась после тяжёлой продолжительной болезни 11 февраля 2019 года в Москве. Похоронена на Перепечинском кладбище.

## Выступления в СМИ
- Автор статей, посвященных Лермонтову, в журналах «Наше наследие»[9], «Третьяковская галерея»[10] и др.; в сборнике «Притяжение Андроникова»[11].
- Записала на радио «Культура» цикл передач о Лермонтове[12], изданный впоследствии фирмой «Мелодия»[13].
- Неоднократно выступала на телевидении[14][15]

## Редакторская деятельность
- «Я помню чудное мгновенье…» Избранная высокая любовная лирика поэтов России XVIII, XIX, XX веков и стихотворения о Пушкине. М.: Рекламная библиотечка поэзии, 2000. ISBN 5721204258.
- «Душа России». Пятнадцать веков русской поэзии. Всеобщая энциклопедическая антология. М.: Рекламная библиотечка поэзии, 2004. ISBN 5-7612-0436-3.
- А. И. Смирнова-Козлова. «В Брюсовском институте. Записки современницы». М.: Рекламная библиотечка поэзии, 1998. ISBN 5-7612-0412-6.

## Общественная деятельность
- Депутат муниципального собрания Арбат (2008—2012)[16]
- Состояла в жюри конкурса юных чтецов «Молодые таланты», организованного Национальным фондом поддержки правообладателей[17].
- Придумала и реализовала проект реэкспозиции лермонтовского музея в школе возле Кропотова (Липецкая область), где находилось имение отца Лермонтова[18].

## Награды и звания
- В память 850-летия Москвы (1997)
- Заслуженный работник культуры РФ (1999)
- За достижения в культуре (2001)
- За заслуги в культуре и искусстве (2014)
- 200 лет со дня рождения М. Ю. Лермонтова (2014)[19]

## Семья
Муж — поэт, издатель Владимир Андреевич Ленцов (17 февраля 1935 — 25 июня 2006). Дочь — Нина Владимировна Ленцова (18 июля 1969 — 18 июля 2005), работала научным сотрудником в московском доме-музее М. Ю. Лермонтова.